# ورزشگاه پارتنیو
 ورزشگاه پارتنیو  (به ایتالیایی: Stadio Partenio) ورزشگاهی چند منظوره در شهر آولینو در کشور ایتالیا است.
بازی‌های خانگی باشگاه فوتبال آولینو در این ورزشگاه برگزار می‌شود.